# Luis Robert
Pour les articles homonymes, voir Robert.
Luis Robert Moirán Jr. (né le 3 août 1997 à La Havane) est un joueur cubain de baseball. Ce joueur de champ extérieur est sous contrat avec les White Sox de Chicago de la Ligue majeure de baseball.

## Carrière
À Cuba, Luis Robert joue de 2013 à 2016 pour Ciego de Ávila en Serie Nacional de Béisbol. Il frappe dans une moyenne au bâton de ,312 avec 18 circuits en 192 parties jouées. En 53 matchs à sa dernière saison, sa moyenne au bâton s'élève à ,401 avec 12 circuits.
Avec l'équipe nationale de Cuba, il joue en 2015 au Championnat du monde de baseball 18 ans et moins. 
En juin 2016, il fait partie d'une sélection de joueurs cubains qui visite les États-Unis et le Canada pour affronter dans 19 matchs amicaux des clubs de la Ligue Can-Am.
Robert fait défection de Cuba en novembre 2016. Déclaré en avril 2017 agent libre international libre de signer un contrat avec une équipe de la Ligue majeure de baseball, Luis Robert rejoint le 27 mai 2017 les White Sox de Chicago. Le jeune homme de 19 ans perçoit une prime de 26 millions de dollars US à la signature de cette première entente professionnelle.

### White Sox de Chicago (depuis 2020)
Le 2 janvier 2020, il signe un contrat pour 6 ans à 50 millions de dollars avec une option pour 2027 et 2028. Il fait ses débuts en ligue majeure le 24 juin 2020 face aux Twins de Minnesota, au cours duquel il obtient deux coups sûrs en quatre passages au bâton. Le 26 juin, Luis Robert frappe son premier circuit. En août 2020, il gagne le prix de recrue du mois ayant frappé ,298/,356/,660, avec sept doubles, neuf circuits, 20 points produits et trois buts volés en 26 matchs. Il termine la saison régulière avec une moyenne au bâton de ,233, 11 circuits et 31 points produits. Il remporte le gant doré et termine deuxième au vote de recrue de l'année derrière Kyle Lewis des Mariners de Seattle. 

#### 2021-2022
Le 27 mai 2021, il est placé sur la liste des blessées et ne rejoue pas jusqu'au 6 août 2021. Il termine la saison 2021 avec une moyenne au bâton de ,338 avec 13 circuits et 43 points produits en 68 matchs joués. 
Luis Robert termine la saison 2022 avec une moyenne au bâton de ,284 avec 12 circuits et 56 points produits en 98 matchs joués. 

#### 2023
En 2023, Luis Robert Jr. est sélectionné pour la première fois au Match des étoiles et pour le Home Run Derby où il est éliminé au second tour par Randy Arozarena. Il termine la saison avec 38 circuits, 20 bases volés et 90 points produits.